# قشلاق حاج علی قلی عبدل
قشلاق حاج علی قلی عبدل یک منطقهٔ مسکونی در ایران است که در بخش اسلام‌آباد واقع شده‌است. قشلاق حاج علی قلی عبدل ۴۱ نفر جمعیت دارد.